# New Jersey Nets 1986-1987
La stagione 1986-87 dei New Jersey Nets fu l'11ª nella NBA per la franchigia.
I New Jersey Nets arrivarono quarti nella Atlantic Division della Eastern Conference con un record di 24-58, non qualificandosi per i play-off.

## Roster
| N° | Naz.                   | Ruolo | Sportivo          | Anno | Alt. | Peso |
| -- | ---------------------- | ----- | ----------------- | ---- | ---- | ---- |
| 0  | Stati Uniti (bandiera) | A     | Orlando Woolridge | 1959 | 206  | 98   |
| 1  | Stati Uniti (bandiera) | G     | Dwayne Washington | 1964 | 188  | 86   |
| 2  | Stati Uniti (bandiera) | AC    | James Bailey      | 1957 | 206  | 100  |
| 10 | Stati Uniti (bandiera) | G     | Otis Birdsong     | 1955 | 191  | 86   |
| 12 | Stati Uniti (bandiera) | GA    | Kevin McKenna     | 1959 | 196  | 88   |
| 13 | Stati Uniti (bandiera) | G     | Ray Williams      | 1954 | 191  | 85   |
| 20 | Stati Uniti (bandiera) | G     | Pace Mannion      | 1960 | 201  | 86   |
| 22 | Stati Uniti (bandiera) | G     | Michael Wilson    | 1959 | 193  | 79   |
| 30 | Stati Uniti (bandiera) | AC    | Jeff Turner       | 1955 | 206  | 104  |
| 33 | Stati Uniti (bandiera) | G     | Leon Wood         | 1962 | 191  | 84   |
| 35 | Stati Uniti (bandiera) | GA    | Tony Brown        | 1960 | 198  | 84   |
| 40 | Stati Uniti (bandiera) | A     | Ben Coleman       | 1961 | 206  | 107  |
| 42 | Stati Uniti (bandiera) | C     | Mike Gminski      | 1959 | 211  | 113  |
| 50 | Stati Uniti (bandiera) | C     | Chris Engler      | 1959 | 211  | 111  |
| 52 | Stati Uniti (bandiera) | AC    | Buck Williams     | 1960 | 203  | 98   |
| 53 | Stati Uniti (bandiera) | C     | Darryl Dawkins    | 1957 | 211  | 114  |
| 55 | Stati Uniti (bandiera) | GA    | Albert King       | 1959 | 198  | 86   |

## Staff tecnico
- Allenatore: Dave Wohl
- Vice-allenatori: Garry St. Jean, Bob MacKinnon